# 9349 Lucas
9349 Lucas este o planetă minoră (asteroid) din centura de asteroizi. A fost descoperită pe 30 septembrie 1991 la Observatorul Siding Spring de Robert H. McNaught și a fost numită după Édouard Lucas. 
Obiectul prezintă o orbită caracterizată de o semiaxă mare de 2,300638 UAi, o excentricitate de 0,1904, o înclinație de 6,68642 ° în raport cu ecliptica.